# Ærø (commune)
Pour l'île, voir Ærø.
Ærø est une commune du Danemark. Elle est située dans le sud-est du pays et relève de la région du Danemark du Sud. Son territoire correspond à celui de l'île d'Ærø, avec les îles voisines de Birkholm, Dejrø, Lilleø et Halmø, ces trois dernières étant inhabitées. Son chef-lieu est la ville d'Ærøskøbing, mais la ville la plus peuplée de la commune est Marstal.

## Histoire
La commune d'Ærø est créée en 2007, dans le cadre d'une grande réforme de l'administration locale du pays. Elle est issue de la fusion de deux anciennes communes : celles d'Ærøskøbing et de Marstal.

## Démographie
En 2019, la commune d'Ærø comptait 6 058 habitants.
| Localité   | Population (2019) |
| ---------- | ----------------- |
| Marstal    | 2 136             |
| Ærøskøbing | 948               |
| Søby       | 453               |
| Ommel      | 283               |
| Bregninge  | 206               |
| Vindeballe | >200              |

## Politique
Le conseil municipal de la commune se compose de 15 membres élus pour un mandat de quatre ans.
| Élection | Parti | Parti | Parti | Parti | Parti | Parti | Parti | Parti | Parti | Maire                     |
| Élection | A     | C     | F     | L     | O     | P     | V     | Æ     | Æ     | Maire                     |
| -------- | ----- | ----- | ----- | ----- | ----- | ----- | ----- | ----- | ----- | ------------------------- |
| 2005     | 5     | 5     | 0     | 2     | 0     | 0     | 2     | 1     | 0     | Jørgen Otto Jørgensen (A) |
| 2009     | 3     | 4     | 1     | 4     | 0     | 0     | 3     | 0     | 0     | Karsten Landro (C)        |
| 2013     | 5     | 3     | 0     | 0     | 2     | 1     | 2     | 0     | 2     | Jørgen Otto Jørgensen (A) |
| 2017     | 4     | 3     | 1     | 0     | 2     | 1     | 3     | 0     | 1     | Ole Wej Petersen (A)      |